# Saint-Didier-sur-Arroux
Saint-Didier-sur-Arroux ist eine französische Gemeinde mit 223 Einwohnern (Stand: 1. Januar 2022) im Département Saône-et-Loire in der Region Bourgogne-Franche-Comté (vor 2016 Burgund). Die Gemeinde gehört zum Arrondissement Autun und zum Kanton Autun-2 (bis 2015 Kanton  Saint-Léger-sous-Beuvray).

## Geographie
Saint-Didier-sur-Arroux liegt etwa 20 Kilometer südwestlich von Autun im Regionalen Naturpark Morvan. Der Arroux begrenzt die Gemeinde im Osten, im Norden verläuft sein Zufluss Braconne. Umgeben wird Saint-Didier-sur-Arroux von den Nachbargemeinden Poil im Norden und Nordwesten, La Comelle im Norden, Étang-sur-Arroux im Osten und Nordosten, Saint-Nizier-sur-Arroux im Osten und Südosten, Thil-sur-Arroux im Süden, Luzy im Südwesten sowie Millay im Westen.

## Bevölkerungsentwicklung
| 1962                       | 1968 | 1975 | 1982 | 1990 | 1999 | 2006 | 2013 | 2019 |
| -------------------------- | ---- | ---- | ---- | ---- | ---- | ---- | ---- | ---- |
| 485                        | 434  | 353  | 285  | 281  | 273  | 253  | 241  | 221  |
| Quellen: Cassini und INSEE |      |      |      |      |      |      |      |      |

## Sehenswürdigkeiten
- Reste gallorömischer Besiedlung
- Kirche Saint-Didier aus dem 19. Jahrhundert
- Schloss Jouleaux aus dem 15./16. Jahrhundert
- Schloss Charency aus dem 19. Jahrhundert
- Schloss Gissy
- Schloss Saint-Didier-sur-Arroux aus dem 17. Jahrhundert

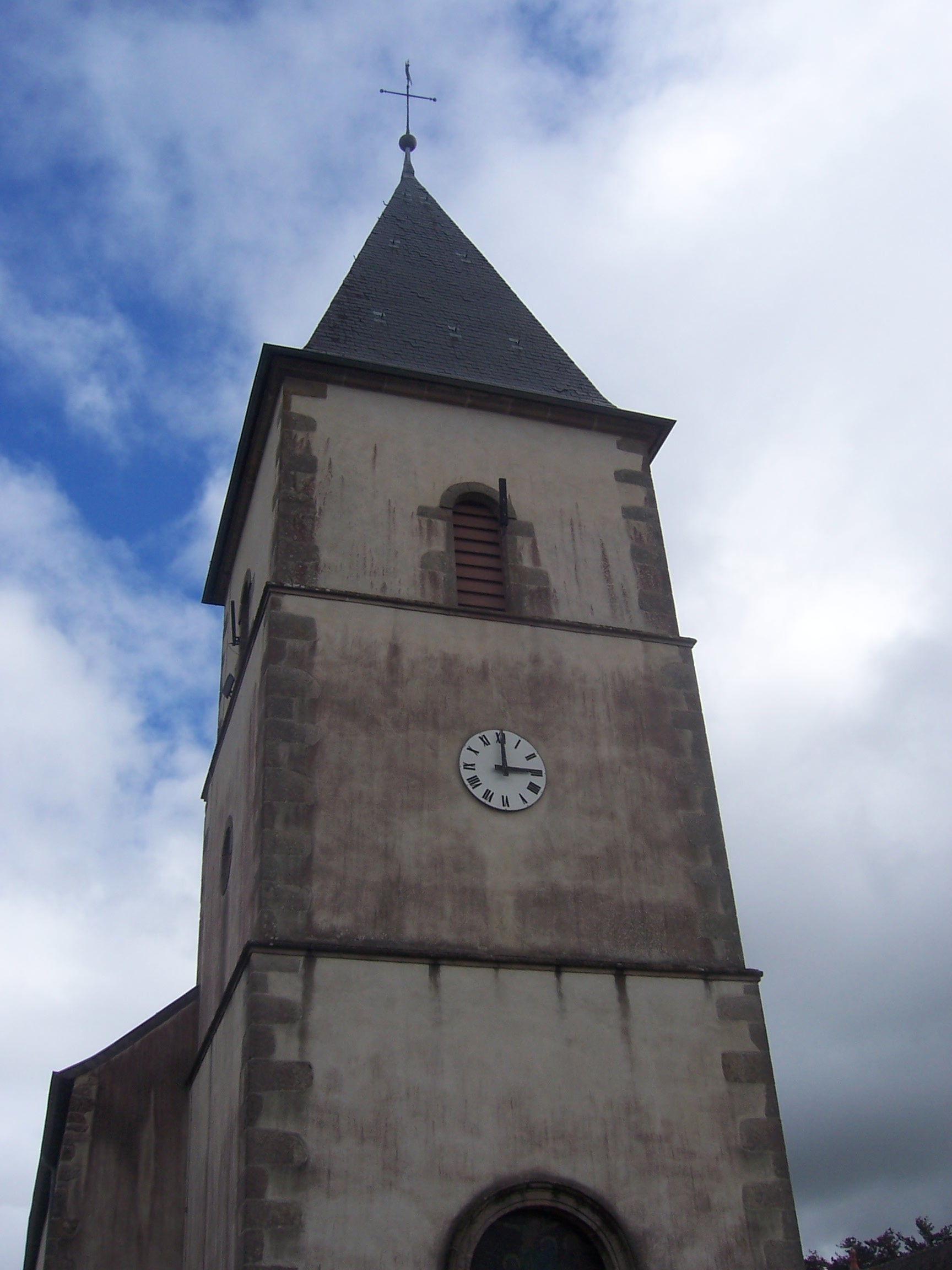
Kirche Saint-Didier

- Schloss Varillon

## Persönlichkeiten
- Hugues Nardon (1768–1812), Grande von Spanien